# Cockburn Town
Cockburn Town è una cittadina di circa 3 700 abitanti sita sull'isola di Grand Turk, capitale delle isole Turks e Caicos, territorio britannico d'oltremare.

## Geografia fisica
La città è sita al centro dell'isola di Grand Turk, sull'Oceano Atlantico.

## Storia
Sede del governo dal 1766, Cockburn Town è stata fondata nel 1681 ed è stato il primo insediamento permanente dell'isola. Si suppone che la cittadina sia stata il posto dove Juan Ponce de León sbarcò nel visitare l'isola.

## Architetture
L'architettura di Duke e Front Street è di tipo bermudiano. La città è altresì conosciuta per le sue strade lunghe e strette, con ai lati vecchie lampe ad olio.